# LSV Berlin
Der Luftwaffen-Sportverein Berlin (kurz LSV Berlin) war ein Militärsportverein aus Berlin, in dem verschiedene Sportarten ausgeübt wurden. Im September 1944 löste sich der Luftwaffensportverein Berlin komplett auf.

## Erfolge

### Fußball
Die Fußballmannschaft des LSV Berlin war ausschließlich aus Luftwaffen-Soldaten gebildet. Sie spielte in der Gauliga Berlin-Brandenburg und belegte dort in der Saison 1943/44 überraschend hinter Hertha BSC den zweiten Platz.
Aufgrund des Zweiten Weltkrieges trat der LSV Berlin zur folgenden Saison nicht mehr an. Den frei gewordenen Platz in der Liga übernahm SG Ordnungspolizei Berlin.

### Andere Sportarten
Zwischen 1938 und 1943 errangen die Leichtathleten des LSV Berlin insgesamt 18 deutsche Meistertitel in mehreren Disziplinen.
1942 wurde die Wasserballmannschaft deutscher Meister.

## Quelle
- Hardy Grüne, Christian Karn: Das große Buch der deutschen Fußballvereine. AGON Sportverlag, Kassel 2009, ISBN 978-3-89784-362-2.
- Fritz Steinmetz: 75 Jahre Deutsche Leichtathletik-Meisterschaften (1898-1972). Verlag Bartels & Wernitz, Berlin 1973.